# Zamīn Sarv
Zamīn Sarv (persiska: زمین سرو) är en ort i Iran.   Den ligger i provinsen Kerman, i den sydöstra delen av landet, 1 000 km sydost om huvudstaden Teheran. Zamīn Sarv ligger 1 752 meter över havet och antalet invånare är 120.
Terrängen runt Zamīn Sarv är huvudsakligen lite bergig. Zamīn Sarv ligger nere i en dal. Runt Zamīn Sarv är det glesbefolkat, med 16 invånare per kvadratkilometer. Närmaste större samhälle är Dahaneh Morghak, 14,3 km öster om Zamīn Sarv. Trakten runt Zamīn Sarv består i huvudsak av gräsmarker.